# Our Flag Means Death
Our Flag Means Death is een Amerikaanse romantische komedieserie in een historische setting, gemaakt door David Jenkins. De televisieserie speelt zich af aan het begin van de 18e eeuw tijdens de 'Gouden Eeuw van de Piraterij' en volgt de lotgevallen van de voormalige landeigenaar Stede Bonnet (een rol van Rhys Darby) en zijn bemanning aan boord van de Revenge. Terwijl ze naam proberen te maken als piraten lopen ze de beroemde en beruchte piraat Blackbeard (gespeeld door Taika Waititi) tegen het lijf.
Het eerste seizoen ging op 3 maart 2022 in première op HBO Max en kreeg positieve recensies, waaronder lof voor de LGBTQ+ -vertegenwoordiging. In juni 2022 werd de serie verlengd voor een tweede seizoen, dat op 5 oktober 2023 in première ging op Max. In januari 2024 werd op het laatste moment door Max besloten om de serie geen derde en laatste seizoen te geven.

## Inhoud
De serie is losjes gebaseerd op het leven van Stede Bonnet, ook wel bekend als de 'Gentleman Pirate' of 'de heer Piraat'. Het eerste seizoen speelt zich af in 1717 en toont de vroege dagen van Bonnets carrière als piraat, nadat hij zijn familie en zijn comfortabele leventje als lid van de landadel van Barbados achter zich heeft gelaten. Bonnet wordt afgeschilderd als iemand die buiten zijn bevoorrechte leven weinig levenservaring heeft en amper geschikt is voor de rol van piratenkapitein.
Aan boord van hun schip, de Revenge, worstelen de kersverse kapitein Bonnet en zijn disfunctionele bemanning om de dodelijke dreiging van zowel oorlogsschepen als andere bloeddorstige piraten te overleven. Tijdens hun avonturen komt de bemanning van de Revenge op het pad van de beruchte piratenkapitein Edward Teach en zijn bemanning, waaronder eerste stuurman Izzy Hands.